# Auxy (Loiret)
Auxy é uma comuna francesa na região administrativa do Centro-Vale do Loire, no departamento de Loiret. Estende-se por uma área de 20.28 km². Em 2010 a comuna tinha 997 habitantes (densidade: 49,2 hab./km²).